# Stefan Heym
Stefan Heym (eredeti neve Helmut Flieg; Chemnitz (Németország), 1913. április 10. – En Bokek (Izrael), 2001. december 16.) német író, 1994-től 1995-ig a Demokratikus Szocializmus Pártja, a PDS frakciójában a németországi országgyűlés (Bundestag) képviselője.

## Élete és pályája

### Fiatalkora Németországban
Helmut Flieg chemnitzi, anyagilag jól szituált zsidó család gyermekeként született. Apja különös figyelmet fordított fia neveltetésére, ami hozzájárult ahhoz, hogy a kamasz vonzónak tartsa a könyvek világát. Gimnazista korától kezdve a fiú lázadozó szelleműnek bizonyult. 1931-ben kizárták szülővárosa gimnáziumából, mert militarista ellenes verset jelentetett meg Exportgeschäft (Exportüzlet) címmel a helyi szociáldemokrata irányzatú Volkstimme újságban. Ez az ellen tiltakozott, hogy német tiszteket küldtek Kínába Csang Kaj-sek hadseregét oktatni. Berlinben, a Heinrich-Schliemann Gimnáziumban érettségizett, majd újságírást kezdett tanulni a berlini Humboldt Egyetemen. Ugynakkor cikkeket és verseket kezdett írni újságoknak.
1933-ban, a nácik hatalomra jutása és a Reichstag felgyújtása után apját letartóztatták, de néhány hét után elengedték. Számára is veszélyt érezve, a fiatal Flieg Csehszlovákiába, Prágába menekült. Cikkek írásából élt főleg a német nyelvű Prager Tagblatt és Deutsche Zeitung Bohemia újságoknak. Egyesek lefordításuk után cseh lapokban is megjelentek. Már addig is, és ott is több álnevet használt, melyek közül végül a Stefan Heym nevet tartotta meg.

### Az Amerikai Egyesült Államokban
A leendő író ösztöndíjhoz jutott egy egyetemistákat segítő amerikai zsidó egyesület részéről. Az Egyesült Államokba ment, ahol a Chicagói Egyetemen német irodalmat tanult. Közben angolul is tanult, és ugyanakkor cikkeket írt német nyelvű újságokba. Tanulmányait 1936-ban fejezte be Heinrich Heine Atta Troll című szatirikus verséről írt dolgozatával. 1937 és 1939 között New Yorkban a CPUSA-hoz, az ottani kommunista párthoz közel álló Deutsches Volksecho német nyelvű hetilap főszerkesztője volt. 1938-ban megjelent angolul a Nazis in U. S. A. (Nácik az USA-ban) című brosúrája. Abban az időben közeli viszonyban állt olyan német emigráns személyiségekkel mint Thomas Mann és Ludwig Renn.
A Deutsches Volksecho 1939-ben csődöt mondott, és Heym részben szabadúszó újságíróként kereste kenyerét, de főleg abból, hogy egy nyomdának keresett megrendelőket. Közben kitört a második világháború, majd 1941-ben az USA is résztvevője lett. Akkorra Heym már annyira megtanult angolul, hogy regényt írt. Ez meg is jelent 1942-ben Hostages címmel. Cselekménye a megszállt Prágában zajlik, ahol a cseh ellenállási mozgalom harcol a nácik ellen. A regény azonnal nagy sikernek örvendett, bestseller lett. A Paramount Pictures megvette a megfilmesítési jogát, és a filmet 1943-ben mutatták be. Ezek után Heymnek már nem voltak anyagi gondjai.
Ugyanabban az évben Heymet behívták katonai szolgálatra, és a hadsereg tagjaként megkapta az amerikai állampolgárságot. Mivel anyanyelve a német volt, Camp Ritchie-be került, egy pszichológiai hadviselésre kiképző egységbe. Az itt kiképzetteket Ritchie Boysnak nevezték. Heym szórólapok írására és rádiózásra is kapott kiképzést. Az év vége felé feleségül vette Gertrude Gelbint, aki a Metro-Goldwyn-Mayer-nél dolgozott, majd 1944 elején a Hans Habe vezette egységével Angliába került. Röviddel a Normandiai partraszállás után Heym is részt vett a katonai cselekményekben egy „mozgó rádiózó század” elnevezésű alegységben. A háború végéig hadifoglyokat hallgatott ki, írói tehetségét használva szórólapokat és rádióadásokat készített, valamint a frontvonalon hangszórós kocsiból szólt a német katonákhoz. Sokszor életét kockáztatta e feladat teljesítése közben.
A Szövetségesek győzelme után Heym egységének szerepe megváltozott. Immár a német lakosság nevelése volt az új körülmények közepette, többek között a náci bűnök ismertetése révén, sajtótermékek útján. Heym Münchenben a Die Neue Zeitung-ot és Essenben a Ruhr Zeitung-ot szerkesztette addig, amíg ütközésbe nem került Hans Habeval. Ugyanis megtagadta, hogy ennek kérésére szovjetellenes cikket írjon. 1945 végén Heymet visszahívták az Egyesült Államokba, és leszerelt.
A következő három évben Heym újra mint szabadúszó újságíró dolgozott, és a The Crusaders (Keresztesvitézek) című regényén dolgozott, amely a háborúban szerzett tapasztalatain alapult, és 1948-ban jelent meg. Ez is azonnal bestseller lett.
Heym továbbra is a kommunizmus és a Szovjetunió szimpatizánsa volt, miközben ez egyre inkább szemben állt a Nyugattal, ami hamarosan a Hidegháborúhoz vezetett. Az író már régóta ellene volt a kapitalizmusnak általában, valamint az USA-beli társadalmi igazságtalanságokat, fajgyűlöletet és politikai életet bírálta. 1948-ban utazást tett Európában, beleértve Csehszlovákiát, ahol az volt a benyomása, hogy a kommunisták hatalomra jutása nyomán az ország helyzete javul. Ezt az 1951-ben megjelent The Eyes of Reason (Az értelem világa) című regényében fejezte ki, amelynek nem volt sikere. Az USA-ban a kommunistaellenes érzelmek fokozódtak, főleg hogy 1949-ben elkezdődött a Joseph McCarthy szenátor nevével fémjelzett, a kommunista és egyéb baloldali érzelmű értelmiségiek és művészek elleni kampány, 1950-ben pedig kirobbant a Koreai háború.

### Újból Németországban
1951-ben Heym beutazási vízumot kapott a Német Demokratikus Köztársaság-ba (NDK), a háború utáni szovjet zónában létrejött államba. 1953-ban elhatározta feleségével együtt, hogy ott telepednek le. Nyílt levelet küldött Eisenhower amerikai elnöknek. Ebben tiltakozott a koreai háborúban való amerikai részvétel ellen, amelyben a hadsereg német háborús bűnösöket és erkölcstelen módszereket alkalmazott. Egyidejűleg lemondott tartalékos tiszti rangjáról és visszaadta a 1945-ben kapott Bronze Star Medal kitüntetését.
Az NDK-ban Heymnek ellentmondásos helyzete volt. Kezdetben, mint antifasiszta emigránst, privilegizáltként kezelték. Szabadúszó újságíróként írt cikkeivel, valamint szocialista-realista regényeivel és elbeszéléseivel támogatta az NDK-t. Igaz, hogy ott a rendszerellenességet nem büntették olyan tömegesen és olyan kegyetlenséggel, mint a Szovjetunióban. Mégis a sztálinizmus megnyilvánult ott is abszurdumaival és merevségével, és Heym szabad szelleme nem tudta ezeket elfogadni. Ezért ellenkezni kezdett azzal, amit a rendszer kijavítható hibáiként ítélt meg. Az 1953-as keletnémet felkelés alkalmával olyan cikkeket írt, amelyek elítélték tüntetők erőszakos cselekedeteit és az állam megdöntésére való törekvéseket, de kifejezte megértését azon elégedetlenségek iránt, amelyeket a sztálinista politika szellemében hozott intézkedések váltottak ki.
1954 és 1958 között a Der Tag X (Az X-nap) című regényén dolgozott, amely központjában a felkelés eseményei álltak. Kis példányszámban sokszorosíttatta és szétküldte művelődésügyi hivatalos személyeknek és értelmiségieknek. Mivel ezek merev rendszerpártiak voltak, elfogadhatatlannak ítélték, és Heym lemondott kiadatásának szándékáról. Újabb változatát írta meg Fünf Tage im Juni (Öt nap júniusban) címmel, és úgy az NDK-ban, mint Nyugat-Németországban (az NSZK-ban) akarta megjelentetni. Csak az utóbbiban jelenhetett meg 1974-ben.
Az 1960-as években Heym két regényen dolgozott. A Die Architekten (Az építészek) című regénye, amelyben a sztálinizmus elítélése tükröződik a szocializmushoz való hűséggel együtt, nem jelent meg akkor, hanem csak 2000-ben. A másik, a Die Papiere des Andreas Lenz (Sasok és griffmadarak) című történelmi regény ellen a kulturális politikának nem lehetett kifogása, mivel kerete az 1848-as forradalom.
Heym helyzete 1965-ben gyökeresen megváltozott. Erich Honecker, az állampart későbbi első embere, a Német Szocialista Egységpárt központi bizottságának 11. plenáris ülésén erősen kikelt ellene azzal, hogy megjelenéseivel Nyugaton a kiadatlan Der Tag X-et népszerűsíti, és hogy hamis képet fest az NDK-ról és a Szovjetunióról. Bár másként nem üldözték, írásai megjelenésének visszautasítása vagy halasztása, a nyomásgyakorlások arra, hogy változtatásokat eszközöljön bennük gyakorlatilag megjelenési tilalomhoz vezettek, ami az 1970-es évek elejéig tartott. Abban az időszakban feleségének 1969-ben bekövetkezett halála is megviselte. 1971-ben házasodott meg újra.
1971-ben, amikor Honecker a kormányzás élére került, viszonylagos kultúrpolitikai enyhülés következett be, miután az első ember egyik beszédében közvetve utalt a szocialista realizmus merev dogmatikus felfogásának elvetésére. Ha kis példányszámban is, Heym könyvei újra megjelenhettek az NDK-ban.
A legkör újra nyomasztóbb lett 1976-ban. Wolf Biermann költőt, dalszerzőt és énekest, aki a rendszer egyik heves bírálója volt, kiengedték turnézni Nyugatra, de megfosztották állampolgárságától és nem engedték visszatérni. Ez tiltakozást váltott ki, és 12 értelmiségi, közöttük Heym petíciót írt alá Biermann védelmében, amelyet Nyugatra is eljuttattak. Ezért a következő években Heym csak Nyugaton publikálhatott. Elvileg minden író megtehette, ha engedélyt kért rá egy erre szánt szervtől, és ha az, a mű mgvizsgálása után jóváhagyta. Ezt a cenzúrázást Heym semmibevette és 1979-ben megjelentette Nyugaton a Collin című regényét. Ezért kizárták az NDK írószövetségéből, és büntetés kifizetésére ítélték.
Az 1980-as években viszonylagos liberalizálás következett be, és más írók a Heyméihez hasonló bátorságú műveket jelenthettek már meg, de Heym részére még tartott a megjelenési tilalom. Annyiban lett neki is könnyebb a helyzete, hogy nem akadályozták többé a külföldön való publikálását és megnyilvánulásait. Gyakran járt Nyugatra és különféle kulturális és politikai rendezvényeken vett részt. Továbbra is hűen baloldali nézeteihez, nemcsak az írott sajtót tudta ügyesen használni, hanem a televíziót is nézetei kifejezésére. Témái között ott volt a világbéke, a nukleáris fegyverek betiltása stb.
Azokban az években a rendszer egyre nagyobb nyomással került szembe, gyengült és engedményeket tett. 1988-tól Heym újra publikálhatott az NDK-ban. Reménykedve üdvözölte Mihail Gorbacsov reformtörekvéseit, amelyeket az NDK vezetése nem akart követni, de a kulturális életben folytatódott a liberalizálódás. Ennek egyik jele az volt, hogy az írószövetség hivatalos folyóirata figyelmet szentelt Heym 75. születésnapjának. A rendszer elleni tüntetések egyre erőteljesebbek voltak. 1989-ben, a hétfőnkénti kelet-berlini tüntetéseken Heym több beszédet is tartott. Cikkeiben és beszédeiben a szabadság és a demokrácia kivívásáért, de ugyanakkor egy független és szocialista Kelet-Németország megtartásáért szállt síkra. Ezzel nem volt egyedül. Harminc más értelmiségivel együtt 1989. november végén szerkesztője és aláírója volt a Für unser Land (Országunkért) című felhívásnak, amely ezt kifejezte. Az utóbbi eszmét a lakosság többsége elutasította, amint az az 1990 márciusában megtartott szabad választások eredményeiből kitűnt, ugyanis az újjászervezett baloldali pártok vereséget szenvedtek.
Németország újraegyesítése után is Heym nagyon kritikusan fejezte ki véleményét az NSZK-ba való integrálás során a keletnémetek hátrányos helyzetéről, és az immár össznémet kapitalizmussal szemben kiállt a szocialista alternatíva mellett. Nem lépett egyik pártba sem, de az 1994. évi szövetségi választáson a volt hatalmon levő párt utódja, a Demokratikus Szocializmus Pártja listáján jelöltséget kapott mint független. Közvetlen szavazás útjan jutott be a Bundestagba mint egy berlini választókerület képviselője. Korelnökként ő nyitotta meg az új parlament első ülését. Szembekerült azzal a váddal, mely később alaptalannak bizonyult, hogy együttműködött az NDK titkosszolgálatával, a Stasival. 1995 októberében, tiltakozásul a szövetségi képviselők költségtérítésével kapcsolatos alkotmánymódosítás tervezete ellen, lemondott mandátumáról.

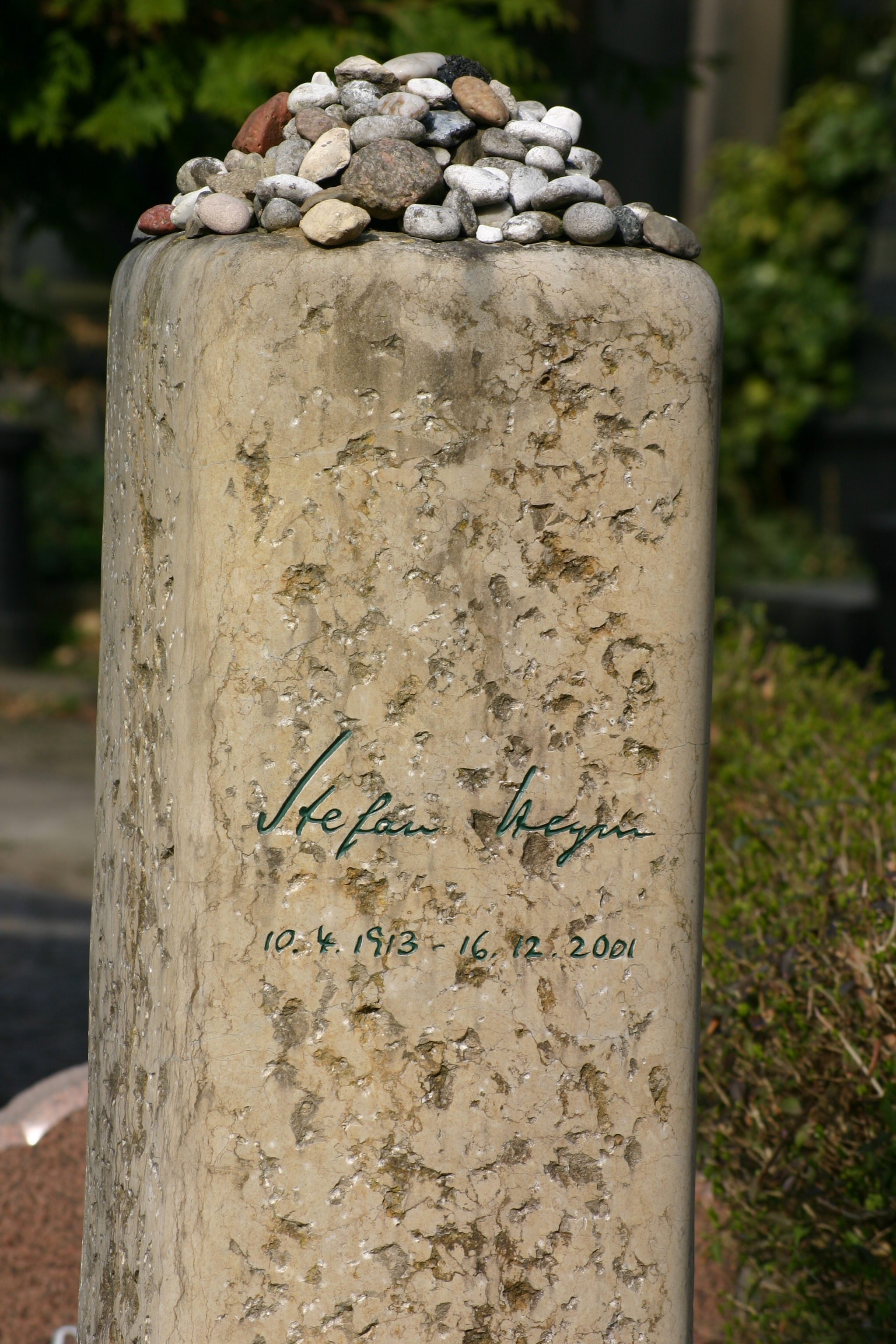
Stefan Heym sírköve

Heym 2001. december 16-án hirtelen, szívroham következtében hunyt el Izraelben, a Holt-tengernél. Jeruzsálemben járt, ahol egy Heinrich Heine-szimpóziumon vett részt.

## Főbb művei
Stefan Heymnek kiterjedt életműve főleg regényekből, elbeszélésekből és publicisztikából áll. Karrierje első részében németül írt, majd az USA-ban angolul. Németországba visszatérve újból németül kezdett írni, de angolul is. Egyes műveit előbb angolul írta meg ott is. Műveinek egy részét maga fordította le egyik nyelvről a másikra.

### Előbb angolul megjelentek
- Nazis in USA (Nácik az USA-ban). New York, 1938 – pamflet[32]
- Hostages (A Glasenapp-ügy), New York 1942 – regény
- Of Smiling Peace (A mosolygó békéről), Boston, 1944 – regény
- The Crusaders (Keresztesvitézek), Boston, 1948 – regény
- The Eyes of Reason (Az értelem világa), Boston, 1951 – regény
- Goldsborough (Aranyváros), Leipzig, 1953 – regény
- The Cosmic Age (A kozmosz korszaka), New Delhi, 1959 – riportkönyv
- Uncertain Friend (Lassalle), London, 1969 – regény

### Előbb németül megjelentek
- Die Kannibalen und andere Erzählungen (Kannibálok és egyéb elbeszélések), Leipzig, 1953[33]
- Schatten und Licht (Árny és fény). Leipzig, 1960 – elbeszélések
- Die Papiere des Andreas Lenz (Sasok és griffmadarak). Leipzig, 1963 – regény
- Die Schmähschrift oder Königin gegen Defoe (A pamflet avagy A királynő kontra Defoe). Zürich, 1970 – regény
- Der König David Bericht (Dávid király krónikája). München, 1972 – regény
- Fünf Tage im Juni (Öt nap júniusban). Bécs, 1974 – regény
- Collin. München, 1979 – regény
- Ahasver (Ahasvérus). München, 1981 – regény
- Schwarzenberg. München, 1984 – regény
- Nachruf (Önéletírás). München, 1988
- Stalin verlässt den Raum (Sztálin elhagyja a helyiséget). Leipzig, 1990 – politikai publicisztika
- Radek. München, 1995 – regény[34]
- Pargfrieder. München, 1998 – regény[35]
- Die Architekten (Építészek). München, 2000 – az 1960-as éveben írt regény[36]

## Művei fogadtatása
Tehetségének köszönhetően Heym sikeres író volt, de ugyanakkor vitatott személyiség is, politikai nézetei miatt. Első regénye, A Glasenapp-ügy (1942) azonnal bestseller lett, mivel megfelelt egy háborúban résztvevő ország közönsége elvárásainak. A Keresztesvitézek (1948) még nagyobb sikert aratott. Olykor úgy emlitették az USA-ban mint a második világháborúról szóló legfontosabb regényt. Hasonló sikere volt később a Dávid király krónikájának (1972), amelyben a zsarnokságot ítélte el a bibliai stílus szellemes parodizálásával.
Negatív kritikát Heym főleg irodalmon kívüli okokból kapott. Ezek például olyan cikkei ellen irányultak, amelyekben a szocializmust és az NDK-t védte.
Heymet a német nyelvű irodalom egyik legfontosabb írójának tartják, aki széleskörű nemzetközi népszerűségnek is örvend. Műveit kb. 30 nyelvre fordították le: csehre, görögre, kínaira, lengyelre, oroszra, tamilra stb. Magyarul megjelentek:
- Aranyváros (Goldsborough). Budapest: Európa, 1955, fordította Vermes Magda
- A kozmosz korszaka (The Cosmic Age). Budapest: Kossuth, 1960, fordította Révész Gy. István
- A Glasenapp-ügy (Der Fall Glasenapp). Budapest: Európa, 1964, fordította Sárközy Elga
- Sasok és griffmadarak (The Lenz papers). Budapest: Kossuth, 1965, fordította Szíjgyártó László
- Az értelem világa (The eyes of reason). Budapest: Magvető, 1966, fordította Vajda Miklós
- Dávid király krónikája (Der König David Bericht). Budapest: Európa, 1977, fordította Görög Lívia. ISBN 9630710838
- Lassalle. Budapest: Gondolat, 1977, fordította Vészits Ferencné. ISBN 9632805585
- Keresztesvitézek (The Crusaders). Budapest: Európa, 1978, fordította Bányai Geyza. ISBN 9630711664
- A megfelelő magatartás (Erzählungen, elbeszélések). Budapest: Európa, 1979, fordította Görög Lívia. ISBN 963071888x
- Öt nap júniusban (Five Days in June). Budapest: Láng, 1989, fordította Forinyák Éva. ISBN 9630265087
- Ahasvérus (Ahasver). Budapest: Európa, 1990, fordította Makai Tóth Mária. ISBN 9630751208
- Mindig a nőnek van igaza és egyéb bölcsességek (Immer sind die Weiber weg und andere Weisheiten). Budapest: Taramix, 2011, fordította Kajtár Mária. ISBN 9786155186011
- Mindig a férj a hibás (Immer sind die Männer schuld). Budapest: Taramix, 2011, fordította Kajtár Mária. ISBN 9786155186004

Heym néhány sikeres művét mozira vagy televízióra is adaptálták, 1990 előtt az NDK-n kívül:
- Hostages (1943) – mozifilm[39]
- Collin (1981) – televíziós film[40]
- Lenz oder die Freiheit (Lenz avagy A szabadság) (1986) – televíziós sorozat a Die Papiere des Andreas Lenz regény nyomán[41]
- Schwarzenberg (1989) – tévésorozat[42]
- Die Frau des Architekten (Az építész felesége) (2004) – tévéfilm a Die Architekten regény nyomán[43]

## Elismerések
Heym tevékenységét több díjjal és kitüntetéssel honorálták. A legjelentősebbek:
- 1953 – az NDK Művészeti Akadémiájának Heinrich Mann-díja(wd)[44]
- 1959 – az NDK Nemzeti Díjának 2. fokozata[45]
- 1990 – a Berni Egyetem(wd) dísztoktori címe[46]
- 1991 – a Cambridge-i Egyetem dísztoktori címe[47]
- 1993 – Jeruzsálem-díj[48]
- 2001 – Chemnitz város díszpolgári címe[49]